# Katchi Habel
Katchi Habel (* 22. Oktober 1982 in Aba) ist eine ehemalige deutsche Leichtathletin, die auf den Sprint spezialisiert war.
Sie wurde in Nigeria geboren und kam 1985 nach Deutschland. 1999 nahm Habel an den Jugendweltmeisterschaften in Bydgoszcz teil und erreichte den siebten Platz im 100-Meter-Lauf und Rang vier mit der deutschen 4-mal-100-Meter-Staffel. Im Jahr darauf gewann sie bei den Juniorenweltmeisterschaften in Santiago de Chile zwei Medaillen, mit der Staffel wurde sie Weltmeisterin und über 100 Meter lief sie in 11,39 Sekunden auf Platz zwei. Bei den Junioreneuropameisterschaften 2001 im italienischen Grosseto gewann sie zweimal Gold, im 100-Meter-Lauf und mit der Staffel, sowie Silber über 200 Meter.
Im Erwachsenenbereich war Habel vor allem mit der Staffel erfolgreich. In der Halle wurde sie mit der Dortmunder 4-mal-200-Meter-Staffel 2000, 2001 und 2003 Deutsche Meisterin. Im Freien war sie mit der 4-mal-100-Meter-Staffel in den Jahren 2001, 2002, 2003 und 2004 erfolgreich. 2002 wurde sie beim Weltcup in Madrid in der deutschen Staffel eingesetzt, die auf den fünften Platz lief.
Katchi Habel startete für den SC Preußen Münster und die LG Olympia Dortmund (ab 2000).